# Tomáš Enge
Tomáš Enge, (născut la data de 11 septembrie 1976, în Liberec, Cehia) este un pilot de curse care a concurat în Campionatul Mondial de Formula 1 în sezonul 2001.

## Cariera în Formula 1
| Sezon | Echipă                   | Număr puncte | Loc clasament general |
| ----- | ------------------------ | ------------ | --------------------- |
| 1999  | Benson and Hedges Jordan | Pilot teste  | -                     |
| 2000  | Benson and Hedges Jordan | Pilot teste  | -                     |
| 2001  | Prost Acer               | 0            | -                     |

## Cariera în IndyCar
| Sezon | Echipă         | Puncte | Loc clasament general |
| ----- | -------------- | ------ | --------------------- |
| 2004  | Patrick Racing | 31     | 27                    |
| 2005  | Panther Racing | 261    | 16                    |
| 2006  | Cheever Racing | 12     | 33                    |

1. 1 2  Czech National Authority Database, accesat în 23 noiembrie 2019